# Diego de Olzina y Vilanova
Diego de Olzina y Vilanova (siglo XVII-XVIII) Canónigo de Barcelona y doctor en derecho. Fue oidor eclesiástico de la Diputación del General del Principado de Cataluña, siendo uno de los principales dirigentes de la Campaña de Cataluña (1713-1714).

## Biografía
Hijo de Bernardo de Olzina y de Vilanova, doncel de Barcelona, y de María Ángela de Vilanova y Prats, participó en la Junta de Brazos de Cataluña celebrada en julio de 1713 por la que el Principado declaró la continuación de la guerra contra Felipe V y contra Francia. Fue extraído oidor de la Diputación del General el 22 de julio de 1713, cargo que ejerció hasta el 16 de septiembre de 1714, cuando dicha institución fue abolida.